# Пайпер Мару
«Пайпер Мару» (англ. «Piper Maru») — 15-й эпизод 3-го сезона сериала «Секретные материалы», главные герои которого — агенты ФБР Фокс Малдер (Дэвид Духовны) и Дана Скалли (Джиллиан Андерсон) — расследуют сложно поддающиеся научному объяснению преступления, называемые «Секретными материалами».
В данном эпизоде Малдер и Скалли расследуют причины таинственной болезни, которой подверглась команда французского судоподъёмного корабля, занимавшегося поиском загадочных обломков бомбардировщика времён Второй мировой войны. Следствие сталкивает Малдера с его бывшим напарником Алексом Крайчеком — ныне торговцем секретной информацией с украденной им ранее стримерной кассеты. Параллельно Уолтер Скиннер не даёт закрыть уголовное дело об убийстве Мелиссы Скалли, и сам становится жертвой покушения.
Эпизод позволяет более подробно раскрыть так называемую «мифологию сериала», заданную в пилотной серии. «Чёрное масло» (также известное как «вирус чёрного масла» и «чёрный рак»), впервые появляющееся в эпизоде, в дальнейшем стало центральным объектом для одной из основных сюжетных линий сериала.
Премьера «Пайпер Мару» состоялась 9 февраля 1996 года на телеканале FOX. В США серия получила рейтинг домохозяйств Нильсена, равный 10,6, который означает, что в день выхода серию посмотрели примерно 16,44 миллиона человек.

## Сюжет
Французское судоподъёмное судно «Пайпер Мару» находит в Тихом океане обломки самолёта времён Второй мировой войны. Водолаз Готье, опустившийся на дно для обследования находки, с ужасом видит в кабине живого пилота, в глазах которого пробегает некая чёрная жидкость. Когда Готье возвращается на поверхность, то он спокоен и молчалив, но чёрная жидкость уже пробегает у него в глазах.
В Вашингтоне Уолтер Скиннер, пригласив Дану Скалли в свой кабинет, говорит ей, что дело ФБР об убийстве её сестры было приостановлено из-за недостатка доказательств, несмотря на то, что на месте преступления убийца бросил пистолет. Скиннер обещает Скалли лично пересмотреть дело, но та разочарованно уходит.
Малдер рассказывает Скалли о «Пайпер Мару», который встал на якорь там же, где ранее корабль «Талапус», возможно, поднял обломки НЛО, а команда «Пайпер Мару» в полном составе была помещена в военно-морской госпиталь Сан-Диего с тяжёлыми радиационными ожогами. Прибыв в Сан-Диего, агенты узнают, что из всей команды был здоров только Готье, который уже выписался. На корабле агенты обнаруживают следы чёрного масла на поверхности водолазного костюма Готье, судоходную карту с надписью «Зевс Фабер» и видеозапись погружения, на которой видны обломки фюзеляжа P-51. Тем временем Готье возвращается к себе домой и что-то упорно ищет. Когда приходит его жена, безмолвный Готье передаёт ей чёрное масло через взгляд.
Скалли навещает старого знакомого её отца — коммандера Кристофера Йохансона, пытаясь узнать у него о сбитом самолёте. Йохансон признаётся, что в молодости был отправлен с экипажем подлодки «Зевс Фабер» на поиски сбитого бомбардировщика. После того как многие члены команды стали страдать и умирать от радиационных ожогов, а капитан упорно отказывался уйти из района, на подлодке начался бунт, в результате которого выяснилось, что капитан также был под влиянием «чёрного масла». Малдер приходит домой к Готье, который не помнит ничего с момента погружения. Найдя у водолаза письмо от судоподъёмного брокера «Д. Калленчук», Малдер отправляется в офис фирмы, где женщина по имени Джеральдин говорит ему, что «Мистер Калленчук отсутствует». Малдер наблюдает за офисом, и после того как туда врываются несколько вооружённых французов, отправляется за сбежавшей Джеральдин в Гонконг. Вместе с ними летит и жена Готье.
В Гонконге Малдер узнаёт, что Джеральдин работает посредником при продаже государственных секретов. Приковав её к себе наручниками, Малдер тащит женщину в офис её компании, где сталкивается с вооружённым Крайчеком, который торгует информацией со стримерной кассеты, отобранной им ранее у Скиннера. Крайчек выталкивает Джеральдин в коридор, где её убивают внезапно прибывшие французы. Крайчек сбегает через окно, а Малдер, едва успев отсоединить наручники, сбегает за ним. В это время в коридор заходит жена Готье, и яркая вспышка оставляет французов лежащими на полу с тяжёлыми радиационными ожогами на коже.
В Вашингтоне несколько мужчин намекают Скиннеру в кафе, чтобы он оставил дело Мелиссы Скалли в покое, намекая на угрозу его жизни. Скиннер отказывается, и на другой день, в этом же кафе, в него стреляет Луис Кардинал — бывший напарник Крайчека и убийца Мелиссы Скалли.
Малдер настигает Крайчека в аэропорту и заставляет отдать ему стримерную кассету с зашифрованными секретами. Крайчек соглашается сделать это по возвращении в Вашингтон, где, по его словам, в камере хранения и лежит кассета. Когда Крайчек идёт в туалет, туда же заходит и жена Готье, и чёрное масло переходит в Крайчека.

## Создание

### Замысел и сценарий
Идея эпизода родилась у создателя сериала Криса Картера из двух визуальных образов. С самого начала сериала Картер хотел сделать эпизод, в котором водолаз находил бы на дне океана обломки военного самолёта времён Второй мировой войны с живым пилотом внутри, и чёрно-белый флэшбек, действие которого бы происходило на подводной лодке. Режиссёр эпизода, Роб Боуман, поделился с Картером своим опытом дайвинга, поддержав идею «чего-то жуткого», находящегося под водой. Картер также хотел вернуться к теме документов «Маджестик-12», которой сериал в последний раз касался в эпизоде «Скрепка».
По признанию Фрэнка Спотница, соединить все эти элементы в один сценарий — было весьма непростой задачей. Работать над сценарием к «Пайпер Мару» Спотниц начал сразу после того, как закончил работу над более ранним эпизодом третьего сезона «731». Из-за отсутствия бумаги под рукой в тот момент Спотниц сделал первые наброски сценария на полях журнала во время авиарейса из Миннеаполиса, среди которых были идеи расследования убийства Мелиссы Скалли и новое появление Крайчека.
Название эпизода было выбрано в честь старшей дочери Джиллиан Андерсон — Пайпер Мару — родившейся во время съёмок второго сезона. Персонаж Готье получил своё имя в честь Дэвида Готье — мастера спецэффектов сериала.

### Съёмки и пост-производственный период

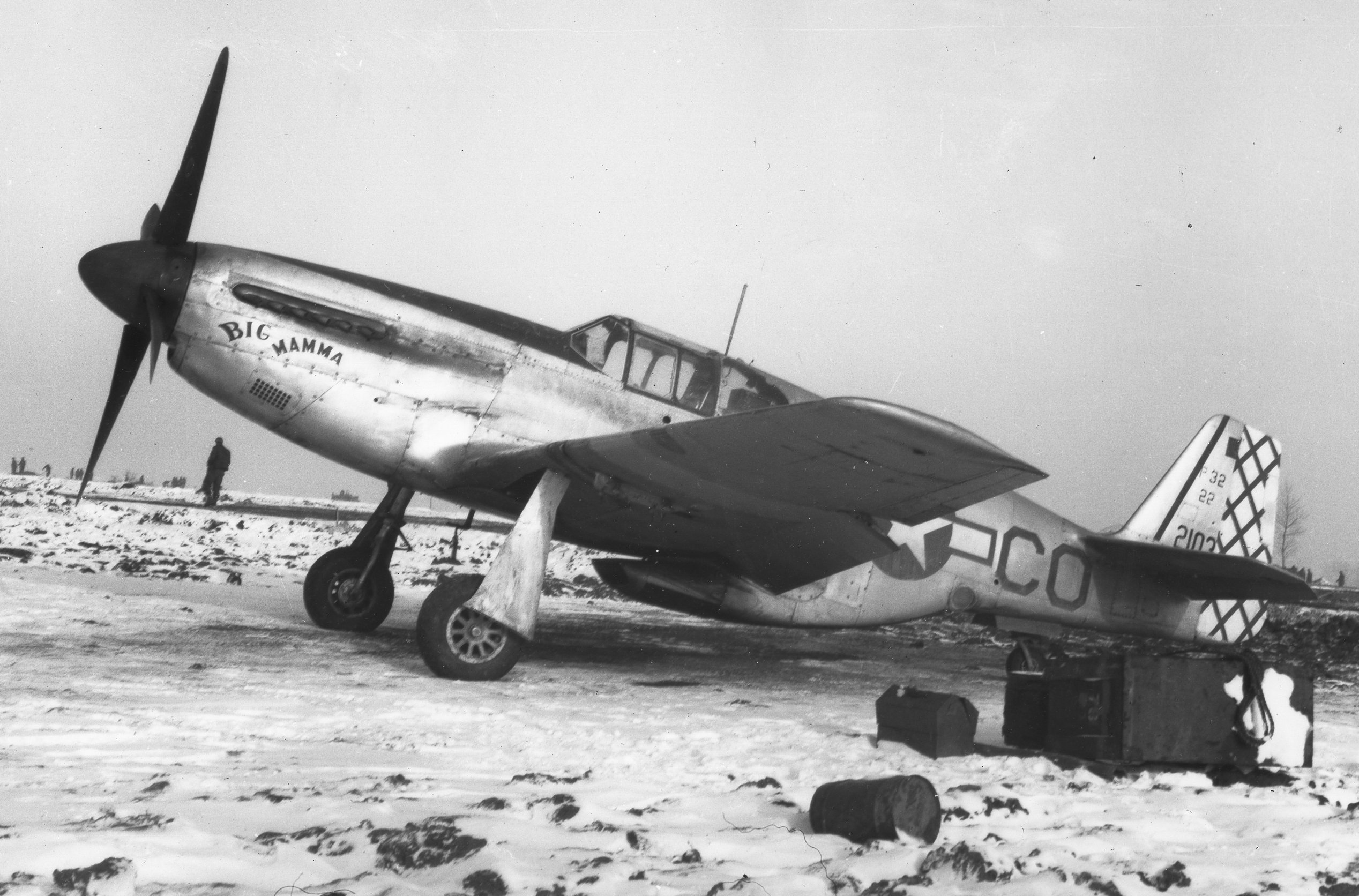
P-51 Mustang, в модели которого на дне Тихого океана находился пилот, заражённый вирусом «чёрного масла».

Съёмки сцены на дне океана океане осуществлялись в баке для воды размерами примерно 7х4х4 метра, в котором находилась копия фюзеляжа P-51 Mustang. Водолазный костюм был предоставлен судоподъёмной компанией, которая также предоставила своё судно для съёмок соответствующих сцен.
По сценарию, Боуману надо было снять трогательную сцену, где Скалли вспоминает о том, как играла с сестрой в детстве. Для этого Боуман попросил Андерсон изобразить грусть, глядя на дерево, как будто оно было её сестрой. Для мотивации актрисы режиссёр пообещал, что расскажет «всем, кому только можно, что [Андерсон] так великолепно отреагировала на дерево». Боуман также переснял концовку эпизода, так как счёл неэффективным первоначальный вариант, в котором Малдер и Крайчек проходят мимо камеры. Вместо этого Боуман взял план только одного Крайчека, идущего прямиком на камеру, отметив, что «Ник прыгнет под грузовик, если будет думать, что сцена от этого будет лучше смотреться». Кстати, имя Николаса Ли было намеренно не указано в начальных титрах, чтобы сохранить интригу.
Эффект «чёрного масла» был добавлен в пост-производственный период. Дэвиду Готье и его ассистентам пришлось экспериментировать с техническими жидкостями, чтобы создать «правильную» смесь. В итоге «чёрное масло» стало смесью нефти и ацетона, что, по мнению Готье, сделало субстанцию «более шаровидной». Техник по спецэффектам Мэтт Бек наложил изображение жидкости на видеоряд, закруглив его по форме глаз актёров. Первым появившимся на экране носитель чёрного масла стал пилот в кабине истребителя на дне океана. Исполнитель роли, Роберт Майер, отвечал за стройку декораций, эту эпизодическую роль назвал «свершившейся давней мечтой». Пока снималась сцена, актёр был вынужден два часа находиться под водой и дышать через регулятор.
По словам Джиллиан Андерсон, эпизод стал для неё эмоционально трудным, так как её персонажу требовалось «вытянуть кое-что из прошлого». Совмещение прошлых и текущих переживаний Скалли было непросто отобразить на экране, но Андерсон с удовольствием взялась за эту задачу. Позднее Ким Мэннэрс, режиссёр многих эпизодов сериала, похвалил актёрскую работу Андерсон, сказав: «Посмотрите первый сезон и третий сезон, и эта девочка просто взорвалась как актриса с точки зрения таланта и способностей».

## Эфир и реакция
«Пайпер Мару» вышел в эфир в США на канале FOX 9 февраля 1996 года. По шкале Нильсена эпизод получил рейтинг 10,6 с 18-процентной долей, это означает, что из всех телевизоров в домохозяйствах страны 10,6 процента работали в вечер премьеры, а 18 процентов из этого числа были настроены на просмотр эпизода. Общее количество зрителей, видевших премьеру, оценивается в 16,44 миллиона человек.
Эпизод был положительно встречен критиками. В обзоре третьего сезона Entertainment Weekly «Пайпер Мару» удостоился высшей оценки. Отзыв отмечал, что Скалли в эпизоде предстаёт «крутой и сентиментальной», а приключения Малдера улучшают «и без того искрящийся сценарий». Журналист «The A.V. Club», Тодд ВанДеррВефф также присвоил «Пайпер Мару» высший балл, сравнив эпизод с более ранними эпизодами, в которых «из многих кусочков складывалась мифология». Ник де Семлен и Джеймс Уайт, журналисты Empire, поставили эпизод на шестое место в списке лучших эпизодов сериала, описав его как «захватывающий», «быстрый» и «сбалансированный». Джон Киган в обзоре для сайта «Critical Myth» присвоил эпизоду восемь баллов из возможных десяти, восприняв «чёрное масло» как связующий элемент между различными элементами мифологии.
Другие критики также весьма положительно отметили введение в сериал «чёрного масла». Концепция удостоилась таких отзывов как «самое оригинальное и жуткое создание» сериала и «одна из лучших частей шоу». Джон Мур в статье для «Den of Geek» поставил «чёрное масло» на второе место в десятке «плохишей» сериала, назвав идею «центральной» для всей мифологии «Секретных материалов».

## Интересные факты
В фильме Пола У.С. Андерсона "Чужой против Хищника" название "Пайпер Мару" носит корабль на котором главные герои прибывают в Антарктиду.